# Campeonato Uruguayo de Fútbol Femenino 2011
El Campeonato Uruguayo de Fútbol Femenino 2011/12 fue la decimoquinta edición del Campeonato Uruguayo de Fútbol Femenino.
El torneo consistió en un campeonato a dos ruedas de todos contra todos, coronándose campeón el Club Nacional de Football como bicampeón uruguayo invicto (primera vez que ocurre en la historia del torneo). De esta forma clasificó a la Copa Libertadores.
Como Nacional se adjudicó el Torneo Apertura, Torneo Clausura y la Tabla Anual, no hubo finales para definir al Campeón Uruguayo.

## Equipos participantes

### Datos de los equipos
| Club          | Ciudad     | Estadio                    | Capacidad | Fundación                | Temporadas | Temp. Consecutivas | Títulos | Subtítulos | 2010 |
| ------------- | ---------- | -------------------------- | --------- | ------------------------ | ---------- | ------------------ | ------- | ---------- | ---- |
| Bella Vista   | Montevideo | -                          | -         | 4 de octubre de 1920     | 3          | 2                  | —       | —          | 5°   |
| Cerro         | Montevideo | -                          | -         | 1 de diciembre de 1922   | 6          | 4                  | —       | —          | 7°   |
| Colón         | Montevideo | Parque Doctor Carlos Suero | 2.000     | 12 de marzo de 1907      | 2          | 2                  | —       | —          | 3°   |
| Huracán       | Montevideo | -                          | -         | 1 de agosto de 1954      | 8          | 7                  | —       | 2          | 9°   |
| Nacional      | Montevideo | -                          | -         | 14 de mayo de 1899       | 9          | 1                  | 3       | 4          | 1°   |
| Racing        | Montevideo | -                          | -         | 6 de abril de 1919       | 5          | —                  | —       | —          | —    |
| San Francisco | Canelones  | Parque Manuel Borrazás     | -         | 19 de septiembre de 1958 | 2          | 2                  | —       | —          | 11°  |
| Salus         | Montevideo | -                          | -         | 10 de abril de 1928      | —          | —                  | —       | —          | —    |
| Seminario     | Montevideo | -                          | -         | -                        | —          | —                  | —       | —          | —    |
| UdelaR        | Montevideo | -                          | -         | -                        | 6          | 6                  | —       | —          | 10°  |

Notas: Los datos estadísticos corresponden a los campeonatos uruguayos oficiales. Las fechas de fundación de los equipos son las declaradas por los propios clubes implicados. La columna «Estadio» refleja el estadio donde el equipo más veces oficia de local en sus partidos, pero no indica que sea su propietario. Véase también: Estadios de fútbol de Uruguay.

## Desarrollo

### Posiciones Apertura
| Pos. | Equipos       | PJ | PG | PE | PP | GF | GC | Dif. | Pts. |
| ---- | ------------- | -- | -- | -- | -- | -- | -- | ---- | ---- |
| 1.   | Nacional      | 9  | 8  | 1  | 0  | 52 | 6  | 46   | 25   |
| 2.   | Cerro         | 9  | 8  | 0  | 1  | 28 | 7  | 21   | 24   |
| 3.   | Colón         | 9  | 6  | 2  | 1  | 36 | 10 | 26   | 20   |
| 4.   | Huracán F.C.  | 9  | 5  | 2  | 2  | 28 | 12 | 16   | 17   |
| 5.   | Bella Vista   | 9  | 4  | 1  | 4  | 19 | 14 | 5    | 13   |
| 6.   | San Francisco | 9  | 4  | 1  | 4  | 13 | 33 | -20  | 13   |
| 7.   | Salus         | 9  | 2  | 2  | 5  | 7  | 18 | -11  | 8    |
| 8.   | UdelaR        | 9  | 1  | 2  | 6  | 12 | 33 | -21  | 5    |
| 9.   | Seminario     | 9  | 1  | 0  | 8  | 6  | 38 | -32  | 3    |
| 10.  | Racing        | 9  | 0  | 1  | 8  | 7  | 37 | -30  | 1    |

### Posiciones Clausura
| Pos. | Equipos       | PJ | PG | PE | PP | GF | GC | Dif. | Pts. |
| ---- | ------------- | -- | -- | -- | -- | -- | -- | ---- | ---- |
| 1.   | Nacional      | 9  | 7  | 2  | 0  | 32 | 4  | 28   | 23   |
| 2.   | Cerro         | 9  | 7  | 2  | 0  | 24 | 4  | 20   | 23   |
| 3.   | Colón         | 9  | 6  | 1  | 2  | 20 | 9  | 11   | 19   |
| 4.   | Salus         | 9  | 6  | 1  | 2  | 17 | 7  | 10   | 19   |
| 5.   | Bella Vista   | 9  | 5  | 1  | 3  | 29 | 9  | 20   | 16   |
| 6.   | Huracán F.C.  | 9  | 3  | 0  | 6  | 15 | 17 | -2   | 9    |
| 7.   | UdelaR        | 9  | 3  | 0  | 6  | 9  | 26 | 17   | 9    |
| 8.   | Racing        | 9  | 2  | 2  | 5  | 6  | 20 | -14  | 8    |
| 9.   | Seminario     | 9  | 1  | 1  | 7  | 5  | 32 | -27  | 4    |
| 10.  | San Francisco | 9  | 0  | 0  | 9  | 0  | 29 | -29  | 0    |

|  | Deben disputar un partido desempate para determinar el ganador del Clausura. |

#### Desempate
| 8 de julio de 2012 | Cerro                                                                  | 3:3 (1:0, 2:2, 3:2) (5:6 p.) | Nacional                                                              | Parque Luis Méndez Piana, Montevideo |                              |
|                    | Viana 9' · Arrúa 47' · Bonora 96' ·                                    | Reporte                      | Silveira 46' · Pion 75' · Castro 106'                                 | Asistencia: 180 espectadores         | Asistencia: 180 espectadores |
|                    |                                                                        | Tiros desde el punto penal   |                                                                       |                                      |                              |
|                    | Olivera · García · Vicente · Arrúa · Viana · Castillo · Jara · Benítez |                              | Castro · Felipe · Pion · Moreno · Colmán · Sire · R Soravilla · López |                                      |                              |

### Tabla Anual
| Pos. | Equipos       | PJ | PG | PE | PP | GF | GC | Dif. | Pts. |
| ---- | ------------- | -- | -- | -- | -- | -- | -- | ---- | ---- |
| 1.   | Nacional      | 18 | 15 | 3  | 0  | 84 | 10 | 74   | 48   |
| 2.   | Cerro         | 18 | 15 | 2  | 1  | 52 | 11 | 41   | 47   |
| 3.   | Colón         | 18 | 12 | 3  | 3  | 56 | 19 | 37   | 39   |
| 4.   | Bella Vista   | 18 | 9  | 2  | 7  | 48 | 23 | 25   | 29   |
| 5.   | Salus         | 18 | 8  | 3  | 7  | 24 | 25 | -1   | 27   |
| 6.   | Huracán F.C.  | 18 | 8  | 2  | 8  | 43 | 29 | 14   | 26   |
| 7.   | UdelaR        | 18 | 4  | 2  | 12 | 21 | 38 | -17  | 14   |
| 8.   | San Francisco | 18 | 4  | 1  | 13 | 13 | 62 | -49  | 13   |
| 9.   | Racing        | 18 | 2  | 3  | 13 | 13 | 57 | -44  | 9    |
| 10.  | Seminario     | 18 | 2  | 1  | 15 | 11 | 70 | -59  | 7    |

| Uruguay                                    |
| Campeón Uruguayo 2011 Nacional 4.to título |